# Ніос
Ніос — кратерне озеро у північно-західній частині Камеруну. Глибина озера 209 м, довжина 1400 м, а ширина 900 м. Озеро розташоване на висоті 1089 м над рівнем моря та утворене 400 років тому поверхневими та підземними водами, які заповнили маар, що виник унаслідок гідротермального вибуху. Вибух відбувся під час зустрічі лави з підземними водами. На великій глибині під гірськими утвореннями розташована магма, яка безперервно виділяє діоксид вуглецю (СО2).
В озеро впадає кілька струмків, а через водозбір у природній греблі вода витікає в долину річки Кацина.

## Лімнологічна катастрофа
21 серпня 1986 року на озері Ніос сталася лімнологічна катастрофа, яка забрала життя 1746 людей та 3500 тварин. Протягом декількох годин з озера було вивергнуто близько 1,2 км3 газоподібного діоксиду вуглецю (CO2). Газ, викинутий з озера, простягнувся двома потоками по гірських улоговинах і долинах на відстань до 25 км від озера, знищуючи все живе на своєму шляху.
За два роки до того, 15 серпня 1984 року, схожа лімнологічна катастрофа на озері Монун в Камеруні забрала життя 37 людей.

### Причини катастрофи
Дослідження здійснені експедиціями з Італії, Франції, Японії, Нігерії, Швейцарії, США та Великої Британії, з'ясували, що вода озера насичена вуглекислим газом — навіть після катастрофічного викиду води озера містили його ще близько 250 млн. м3. Вуглекислий газ просочується з надр Землі у кількості близько п'яти млн кубометрів на рік. Вважається, що 1985 року води озера були перенасичені ним. Основна частина вуглекислоти була розчинена у глибоких шарах, під великим тиском. Викид було зумовлено порушенням гідрологічної стратифікації: холодна вода, що зібралася на поверхні внаслідок сезону дощів, опустилася вглиб і підняла насичену газом воду. Внаслідок зменшення тиску газ почав виділятися з розчину, утворюючи бульбашки, і це призвело до спливання насиченої газом води аж до поверхні та її дегазації (вивільнення розчиненої вуглекислоти).